# Joseph ben Nathan Official
Joseph ben Nathan Official, surnommé Ha-Mekanne (Le Zélote) est un controversiste du XIIIe siècle qui vécut probablement à Sens.

## Controverses avec les hauts dignitaires
Joseph Official est un descendant de Todros Nasi de Narbonne. Son père occupe une charge  publique qu'il transmet à son fils, d'où probablement l'origine du nom Official. Étant en contact avec des hauts dignitaires civils et ecclésiastiques, Joseph, comme son père, est souvent invité à prendre part à des controverses religieuses, dans lesquelles il acquiert une grande expertise. Joseph va rassembler dans une œuvre appelée Yosef ha-Meḳanne ou Teshubot ha-Minim, le récit de ces controverses, ainsi que de celles de son père, et de quelques rabbins français. La Bibliothèque nationale à Paris possède une version complète manuscrite du texte,.
Les personnages chrétiens qui figurent dans ces discussions sont : le pape Grégoire (probablement Grégoire X); les évêques de Sens, du Mans, de Meaux, de Vannes, d'Angers, de Poitiers, d'Angoulême et de Saint-Malo; le confesseur du roi Saint Louis, et de la reine (vraisemblablement Guillaume d'Auvergne); le chancelier; les moines de l'ordre des Cordeliers et quelques Juifs convertis. Tous les dogmes chrétiens dérivés du texte des Évangiles, tels que l'Immaculée Conception, la divinité du Christ, sa mission sur terre, sa naissance, sa mort, sa résurrection, sont analysés et discutés. En plus, sont réfutées certaines des attaques contre le judaïsme, telle que l'accusation de meurtre rituel que le chancelier tente d'expliquer en se basant sur un verset du Livre des Nombres .
La caractéristique principale de ces controverses, qui dans leur ensemble ne présente pas une grande originalité dans les arguments utilisés, est la liberté de parole et l'audace affichées par les participants juifs, qui ne se contentent pas de rester sur la défensive, mais attaquent très souvent leurs opposants non pas dialectiquement, mais avec de franches réparties, comme on peut le constater dans les exemples suivants.

## Exemples
On demanda à Nathan ben Meshullam de donner la raison de la durée du présent exil, tandis que celui à Babylone, qui avait été infligé aux Juifs comme punition du pire des crimes, c'est-à-dire l'idolâtrie, n'avait duré que soixante-dix ans. Il répondit: Car au temps du Premier Temple, les Juifs ont fabriqué des statues d'Astarté en pierre, qui n'avaient aucune chance de perdurer, tandis que lors du second Temple, ils ont déifié un d'entre eux, Jésus, auquel ils ont attribué les saintes prophéties, et donc créé une idole durable qui a attiré de nombreux fidèles. La gravité de la faute a eu pour conséquence d'engendrer une extrême sévérité du châtiment.
On posa aussi la question à Nathan, pourquoi l'expression usuelle Et Dieu vit que c'était bien est absente dans le compte-rendu du second jour de la Création, alors qu'elle apparait pour les autres jours. Nathan répondit: Car, parmi les choses créées ce jour-là, se  trouvait la séparation des eaux, que Dieu a pressenti serait utilisée pour des projets idolâtres (le baptême).
Le chancelier demanda à Elijah, le frère de Joseph ben Nathan, pourquoi la loi mosaïque déclare que le contact avec un mort ou être en présence ou à proximité d'un mort était une cause d'impureté. Elijah répondit: Car Dieu a prévu que le temps viendrait où une nation prétendrait qu'Il s'est soumis lui-même volontairement à la mort; c'est pour cette raison, qu'Il s'est montré si sévère contre les impuretés de la mort.
La compilation de Joseph nous fournit des informations très précieuses concernant les conditions de vie des Juifs français aux XIIe et XIIIe siècles. Les nombreuses accusations contre eux par la population chrétienne, telles que l'accusation de meurtre rituel ou leur responsabilité dans la mort du Christ, trouvent un écho dans les discussions. On détecte dans certaines explications une expression de l'angoisse du persécuté.

## Influences
Bien que le Yosef ha-Meḳanne ne soit nulle part expressément mentionné, on peut supposer qu'il a été utilisé par les polémistes. Le Niẓẓaḥon Yashan publié par Jean-Christophe Wagenseil et le Niẓẓaḥon de Yom-Tov Lipmann-Muhlhausen ont des passages présentant une grande analogie. Un grand nombre des réponses de Joseph sont reproduites presque verbatim dans de nombreux commentaires d'origine française de la Bible. Des exemples de ces commentaires, où l'on peut repérer la source, ont été publiés par Abraham Berliner (1833-1915) dans son Peleṭat Soferim et par Adolf Neubauer (1832-1907) dans Zeitschrift  de Geiger en 1871.
Joseph semble avoir été aussi l'auteur d'un commentaire du Pentateuque et de la version en hébreu de la disputation de Yehiel de Paris en 1240, à la fin de laquelle se trouve un court poème contenant ses initiales.